# Forensic Toxicology
Forensic Toxicology, abgekürzt Forensic Toxicol., ist eine wissenschaftliche Fachzeitschrift, die vom Springer-Verlag veröffentlicht wird. Die Zeitschrift ist das offizielle Publikationsorgan der Japanese Association of Forensic Toxicology. Derzeit erscheint die Zeitschrift mit zwei Ausgaben im Jahr. Es werden Arbeiten veröffentlicht, die sich mit Dopingmitteln, illegalen Rauschdrogen und Giftstoffen beschäftigen.
Der Impact Factor der Zeitschrift lag im Jahr 2018 bei 2,476.